# Державинский район (Оренбургская область)
Державинский район — административно-территориальная единица в составе Оренбургской области, существовавшая в 1934 по 1959 год. Административный центр — село Державино.

## География
Располагался на крайнем северо-западе области. Граничил на севере с Бугурусланским и Троицким; на востоке с Грачёвским; на юге с Бузулукским; на западе с Петровским районом Куйбышевской области.

## История
Державинский район был образован в 1934 году путем выделения части территории бывшего Бузулукского округа Средне-Волжского края в самостоятельный район. В 1959 г. район ликвидирован, а его территория присоединена к Бузулукскому району.

## Административное деление
По данным на 1939 г. район состоял из 14 сельсоветов объединявших 105 населенных пункта.
В состав района входили:
1. Булгаковский сельсовет: с. Булгаково, п. Роща, Петропольская лесная сторожка;
2. Державинский сельсовет: х. Базичев, д. Гавриловка, с. Державино, х. Державинский, х. Киреев, х. Сергиевка;
3. Екатериновский сельсовет: с. Екатериновка, п. Ленинградский, с. Марасы, д. Рязановка, д. Феклинка;
4. Жилинский сельсовет: п. Балимовский; п. Беднота, х. Евстигнеев, с. Жилинка, д. Казаковка, п. Ленинский, п. Лоховский, п. Мордовский, п. Новый Городок, п. Совхозный;
5. Зимнихинский сельсовет: д. Александровка, п. Грунин, с. Зимниха, Лесная сторожка Зимниха, п. Мокренький, п. Пальцо;
6. Красно-Слободский сельсовет: п. Гранный, х. Заводской, п. Зелёный Гай, п. Красная Слободка, п. Мокренький, п. Морозкин, п. Моховой, Посёлок № 1, Посёлок № 2, Посёлок № 3, п. Пыльный, п. Редкодуб, п. Садковая Поляна, д. Семёновка;
7. Карачевский сельсовет: д. Карачевка, п. Ключи, лесная сторожка Волчий Колок, лесная сторожка Карачевская, лесная сторожка ключевская, п. Некрасов, п. Ржавец, п. Северо-Восток, д. Сидоркино, п. Стрелица;
8. Могутовский сельсовет: п. Винный, п. Десять лет Октября, п. Кирпичный, кубы имени Димитрова, лесная сторожка Меркулова, п. Лесозавод, п. Литвиновка, с. Могутово, п. Островной, п. Пудовка, п. Сборный, п. Сухоречка, с. Троицкое, п. Черталык, п. Шухабаловка;
9. Ново-Алексеевский сельсовет: п. Боровской, п. Зирка, д. Ново-Алексеевка;
10. Озерьевский сельсовет: д. Кушниково, с. Озерье;
11. Подколинский сельсовет: п. Кандауровский, п. Ленинградский, д. Павловка, п. Митяев, п. Плешаков, д. Подколки, п. Сеятель, п. Фёдоровский;
12. Преображенский сельсовет: д. Куроедово, Лесная сторожка, п. Ляхово, д. Мотовилово, п. подгорный, с. Преображенка, д. Путилово, п. Роговка;
13. Твердиловский сельсовет: с. Лоховка, д. Пасмурово, п. Подбелье, п. Рябцевка, с. Твердилово, д. Толмачевка;
14. Троицкий сельсовет: д. Берёзовка, п. Казадаевский, д. Мало-Троицк, МТС, Мельница № 13, д. Михайловка, п. Отрада, с. Троицкое.